# Andrés Ardila
Andrés Camilo Ardila Ordoñez (* 2. června 1999) je kolumbijský profesionální silniční cyklista jezdící za UCI ProTeam Burgos BH.

## Hlavní výsledky
2017
Národní šampionát
2. místo silniční závod juniorů
2. místo časovka juniorů
2018
Vuelta al Tolima
vítěz 5. etapy
Vuelta de la Juventud de Colombia
5. místo celkově
2019
Giro Ciclistico d'Italia
 celkový vítěz
 vítěz soutěže mladých jezdců
vítěz etap 4 a 5
Vuelta de la Juventud de Colombia
3. místo celkově
vítěz etap 3 a 5
2021
Národní šampionát
3. místo časovka